# Liberalt alternativ

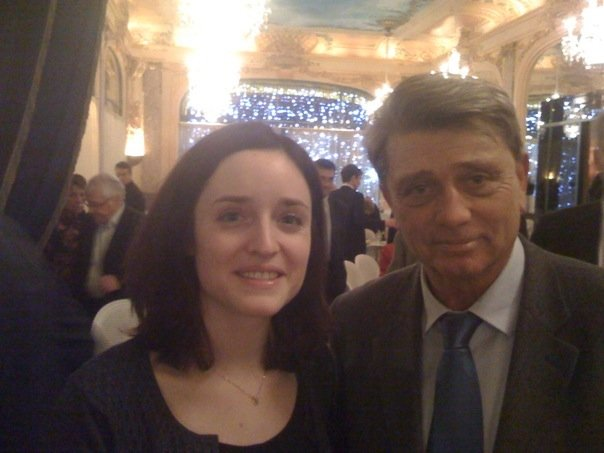
Sabine Herold och Alain Madelin, 2008.

Liberalt alternativ (Alternative libérale) är ett franskt parti som grundades 2006 och har ungefär tretusen medlemmar. Partiets ordförande heter Sabine Hérold och är förre presidentkandidaten Edouard Fillias hustru. Hon valdes efter en kontroversiell intern omröstning 2008. Efter omröstningen valde sympatisörer av motkandidaten Aurélien Véron att lämna partiet och bilda Le Parti Libéral Démocrate. Partiet har en marknadsliberal eller nyliberal grundideologi. Dock förespråkar partiet även basinkomst i kombination med platt skatt, samt delvis begränsad invandring.

## Valresultat

### EU-parlamentet
| År            | Röster | % röster | Antal platser |
| ------------- | ------ | -------- | ------------- |
| EU-valet 2009 | 16 944 | 0,10 %   | 0             |